# 1964年9月南越政變
1964年9月南越政變，發生於1964年9月13日，是由林文發、楊文德兩位將軍所發動，針對阮慶將軍領導的軍政府。林文發、楊文德二人於當天派遣有不同政見的軍隊進入首都西貢。他們佔領了數個重要地點，並透過國家廣播宣稱推翻現政權。翌日，阮慶在美國的支持下糾集了支持者。次日早晨，這場政變在不流血的情況下失敗。